# コ・デンタル
コ・デンタル（和製英語：co-dental）とは、歯科医師以外の歯科医療従事者のことを指す和製英語である。法的、あるいは学問的な明確な定義や分類はない。一般的にはコ・メディカルの歯科医学分野を示す。
英語では、paradental（パラデンタル） とするのが一般的である。para- は周辺分野を表す接頭辞。

## 主なコ・デンタル
- 歯科衛生士
- 歯科技工士（歯科技工所に勤務する場合はこの限りではない）

上記二つが歯科医療の国家資格専門職である。
そのほかにも、歯科助手や栄養士、言語聴覚士、デンタルアドバイザー、デンタルエステティシャン、歯科材料店など歯科医師とともに歯科医療を支えるスタッフに対して広く使う場合もある。

## コ・デンタルの地位
コ・デンタルの地位は、歯科医や他のコ・メディカルの扱いに比べて低いとされる。これは、世界的にみても明らかであり、FDIに既存の世界的なコ・デンタルの組織を統合すべきとの決議がされたときに圧倒的多数によって否決された（日本は賛成）。各国によって資格など扱いに違いはあるが、日本では歯科において重要な予防歯科に大きな役割を担う歯科衛生士など、地位向上が求められている。